# Charles Rathbone Low
Pour les articles homonymes, voir Rathbone et Low.
Charles Rathbone Low, né à Dublin le 30 octobre 1837 et mort à Kensington le 7 février 1918, est un officier et écrivain britannique de l'Indian Navy.

## Biographie
Il est le fils du major John Handcock Low de la Compagnie des Indes orientales et du 39th Bengal Native Infantry,.
Son père est tué en 1849 à Rajmahal.
Charles Rathbone Low est emmené en Inde à l'âge de quelques mois et fréquente l'école de Simla. Il retourne vivre en Angleterre à l'âge de sept ans et devient orphelin. Il rejoint la marine de la Compagnie des Indes orientales en 1853 et participe à la répression de la piraterie et du commerce des esclaves dans les mers indienne et chinoise, dans le golfe Persique, la mer Rouge et au large de la côte est de l'Afrique. Il décrit dans son History of the Indian Navy son service sur le HCS Mahi comme aspirant à partir de 1855 puis lieutenant,.
Lorsque la Marine indienne est supprimée en 1863, Low devient écrivain professionnel en Angleterre. Il est le premier bibliothécaire et secrétaire adjoint de la Royal United Services Institute (1865-1868) et représente la marine indienne au service du jubilé de l'impératrice Victoria, en 1887 et lors de divers événements royaux.
Low épouse en 1861 Catherine Charlotte Boileau, fille de John Theophilus Boileau. Le couple aura 13 enfants,. Les enfants comprenent les fils Hamilton John Windsor Low et Gustavus Edward Boileau Low et les filles Emily Elizabeth Wetherall, Jane et Elizabeth Margaret Thorp.

## Publications
Outre ses livres, il est l'auteur de nombreux articles pour des magazines, tels le Cassell's Magazine, le Chamber's Journal (en), The Leisure Hour (en), The Quiver (en) ou encore Routledge's Magazine for Boys.

### Histoire
- 1872 : The Great Battles of the British Navy[7]
- 1877 : History of the Indian Navy (2 vols.)[7], publié originellement en 1876–1877 en épisodes dans Colburn's United Service Magazine[1],[11]
- 1882 : Maritime Discovery: A History of Nautical Discovery from the Earliest Times (2 vols.)[7]
- 1885 : The Great Battles of the British Army, avec Henry Yule[7]
- 1892 : Captain Cook's Three Voyages[12]

### Biographies
- 1873 : Life and Correspondence of Field-Marshall Sir G. Pollock, Bart.[7] sur George Pollock (1er baronnet).
- 1878 : A Memoir of Lieutenant-General Sir Garnet J. Wolseley (2 vols.)[7] sur Garnet Joseph Wolseley.
- 1879 : The Afghan War, 1838–1842; from the Journal and Correspondence of the Late Major-General Augustus Abbott[7] sur Augustus Abbott.
- 1880 : Soldiers of the Victorian Age (2 vols.)[13],[14]
- 1883 : Sir F. S. Roberts: A Memoir[7] sur Frederick Roberts
- 1887 : Memoir of Major-General J. T. Boileau, avec préface par Henry Yule[15]
- 1891 : Great African Travellers, avec William Henry Giles Kingston[1],[16]

### Romans
- 1869 : Tales of Old Ocean[17]
- 1869 : The Adventures of Joshua Hawsepipe, Master Mariner: A Tale of the Sea and Land[17]
- 1872 : Tales of Naval Adventure[17]
- 1873 : The Letter of Marque and Tales of the Sea and Land[17]
- 1875 : The Autobiography of a Man-o'-War's Bell: A Tale of the Sea[17]
- 1885 : Cyril Hamilton: His Adventures by Sea and Land[17]

### Poésies
- 1891 : Old England's Navy. An epic of the sea[18]
- 1892 : Cressy to Tel-El-Kebir: A Narrative Poem, Descriptive of the Deeds of the British Army[19]
- 1895 : Britannia's Bulwarks: An historical poem descriptive of the deeds of the British Navy[18]
- 1897 : The Epic of Olympus: A Narrative Poem Descriptive of the Deeds of the Deities and Heroes of Greek Mythology[20]